# Shokushūi wakashū
Le Shokushūi wakashū ((続拾遺和歌集) (Suite de la collection des glanes de poèmes japonais, un titre qui rappelle le Goshūi wakashū) est une anthologie impériale de poésie japonaise du genre waka. Elle a été terminée vers 1278, deux ans après que l'empereur retiré Kameyama l'a commandée en 1276. La collection a été compilée par Fujiwara no Tameuji (petit-fils de Fujiwara no Teika, et fils ainé de Fujiwara no Tameie. Il a fondé l'école poétique Nijō. Le Shokushūi wakashū comprend 20 volumes qui contiennent 1 461 poèmes.

## Source de la traduction
- (en) Cet article est partiellement ou en totalité issu de l’article de Wikipédia en anglais intitulé « Shokushūi Wakashū » (voir la liste des auteurs).